# Agnières-en-Dévoluy

Agnières-en-Dévoluy este o comună în departamentul Hautes-Alpes, Franța. În 1 ianuarie 2018 avea o populație de 284 de locuitori.